# Yousef Hassan
Yousef Hassan (en árabe: يوسف حسن‎; Doha, 24 de mayo de 1996) es un futbolista catarí que juega en la demarcación de portero para el Al-Gharafa SC de la Liga de fútbol de Catar.

## Selección nacional
Tras jugar con la selección de fútbol sub-20 de Catar y la sub-23, finalmente hizo su debut con la selección absoluta el 7 de septiembre de 2018 en un encuentro amistoso contra China que finalizó con un resultado de 1-0 a favor del combinado catarí tras el gol de Almoez Ali. Además, formó parte del equipo que disputó la Copa Asiática 2019, la Copa América 2019 y la Copa de Oro de la Concacaf 2021.

### Goles internacionales
| # | Fecha               | Estadio                               | Oponente | Gol | Resultado | Competición                     |
| - | ------------------- | ------------------------------------- | -------- | --- | --------- | ------------------------------- |
| 1 | 21 de julio de 2021 | BBVA Stadium, Houston, Estados Unidos | Honduras | 0-1 | 0–2       | Copa de Oro de la Concacaf 2021 |

## Clubes
| Club               | País    | Año       | Partidos | Goles |
| ------------------ | ------- | --------- | -------- | ----- |
| KAS Eupen (cedido) | Bélgica | 2015-2016 | 0        | 0     |
| Al-Gharafa SC      | Catar   | 2016-     | 132      | 0     |

## Palmarés

### Campeonatos nacionales
| Título                         | Club          | País  | Año  |
| ------------------------------ | ------------- | ----- | ---- |
| Copa de las Estrellas de Catar | Al-Gharafa SC | Catar | 2018 |
| Copa de las Estrellas de Catar | Al-Gharafa SC | Catar | 2019 |

### Campeonatos internacionales
| Título                      | Club                                | País  | Año  |
| --------------------------- | ----------------------------------- | ----- | ---- |
| Campeonato sub-19 de la AFC | Selección de fútbol sub-20 de Catar | Catar | 2014 |
| Copa Asiática               | Selección de fútbol de Catar        | Catar | 2019 |